# Віковий дуб (Подільський район)
Віковий дуб — ботанічна пам'ятка природи місцевого значення. Об'єкт розташований на території Піщанської сільської громади, Подільському районі Одеської області,
 Піщанське лісництво, кв. 9, д. 2 — урочище «Кішево».
Площа — 0.02 га, статус отриманий у 1973 році.